# 玉木新雌
玉木 新雌（たまき にいめ、1978年 - ）は、日本のファッションデザイナーで播州織アーティスト。福井県生まれながら、理想の布を探し求めるうちに播州織に出会い、兵庫県西脇市に移住。播州織をアレンジした「新たな播州織」を生み出す。2004年よりブランド「tamaki niime」 を立ち上げ、2年後の2006年には有限会社玉木新雌を設立。多彩な繊維機械を自ら抱え、先染め技法である播州織の特色を生かして多色を使いむら染めするなどオリジナリティの高い糸で織り上げた柔らかい感触のショールが特に知られ経済産業省の「ザ・ワンダー500」にも選定され、海外での評価も高く地場産業であった播州織を世界ブランドにまで高めた。2015年、「はなやか関西セレクション 2016」受賞、同年「ひょうご女性未来・縹（はなだ賞）」受賞。玉木に触発され、西脇市は、2017年11月現在、全国から若手デザイナーら研修生15名を受け入れている。「新雌」はデザイナー名で「新しい女性像を提案したい」という意味が込められている。

## 人物・来歴

### 出生・幼少期
福井県勝山市出身。洋服店を営む両親の元に生まれる。幼少期から両親の仕入れに大阪までついて行っては、着る服を自分で選んだり、気に入った服と着なくなった服のそれぞれのデザイン、素材、着心地がどう違うのかが気になり、分析しては新たな服選びに活かすというような探求心旺盛な少女時代を過ごす。小学生のころの夢は「自分の子供には、自分の作った服を着せたい」だった。小学校の授業で初めて作った作品がエプロンで、ポケットだけ自由なデザインにできたため、両脇から手が入れられる作りにしたり、刺繍を施すことで皆と違う「オリジナル作品」ができた喜びを味わう。着心地の良いものを好む傾向は既にこのころより芽生えていた。中学生の頃には、売られている服では満足できなくなり、パターンに興味を持ち始め服作りを始める。

### 播州織作家として
武庫川女子大学生活環境学科卒業後、服飾専門学校ESMOD JAPONでファッションを学ぶ。専門学校卒業後、大阪の繊維専門商社でパタンナーとして就職するも、仕事内容に物足りなさを感じ1年10か月後には独立。理想の布を探し求めているうちに播州織に出会い、その技術の高さに着目。故郷の福井も織物が盛んな町であったが、すでに素材が絹から化学繊維に変わっていた上に、後染めでもあったことから自分の作りたいものとはなじまず断念し、播州織アーティストとして活動を始める。玉木にとって播州織の魅力は、大量に織った白地の布にプリントする方法とは異なり、先に染めた経糸と緯糸の重なりがさまざまな表情を作り出すことであり、その魅力に魅かれるとともに将来性を感じ取った。当初は生活の拠点を大阪に置いたまま、自らのデザインを西脇の職人に織ってもらい、大阪で販売する形態を3年間ほど続けたが、西脇に直営店を出したことがきっかけで西脇への移住を決意し、自ら織機を操作するにいたる。
玉木が西脇に移住したころには、播州織はすでにとりわけ特色のないシャツ生地の大量生産が主流となっていた時期と重なる。玉木も独立当初は、同様にシャツの生地生産を行っていたが、周囲もこれでよいのかという空気が漂っていた。ある時、生地の製作中に偶然に縫うことすら難しいほどの柔らかい生地が織り上がり、首に巻いたところ大変に着け心地がよいことを発見する。これが、その後メインの作品となる綿菓子のように柔らかい感触のショールの誕生に結び付き、「性別・年齢・国籍を問わず誰にでも愛される独創的なショール」をコンセプトに開発を継続。アトリエに1965年製のベルト式力織機を導入し、自らが織り上げる「only one shawl」は最新の機械では出せない独特な織柄の立体感で特に評価が高い人気商品となる。現在は、ショールを中心に、シャツ、パンツ、子供服、バッグなどを製作している。全国各地のセレクトショップ、百貨店での販売や展示会を開催するほか、作品は海外でも評価され、2017年3月現在でアメリカ、カナダ、イギリス、ベルギー、台湾ほか、卸先は世界15か国、200店舗に及ぶ。
玉木のモノづくりの探求は、偶然に播州織と播州織職人に出会い自ら力織機を操作することから始まり、現在はオンリーワンを目指すため、糸染め、縫製、加工までの一貫した工程にまで発展し、古いシャトル織機や糸染め機、整経機、CAD/CAM、さらに多色の糸を次々とつないで一本の糸に巻き取ることで虹のような色のグラデーションが作り出せるアレンジワインダーや、無縫製で編める編み機である最新鋭の島精機製作所製ホールガーメントの設備を整えるLabを持つにまでにいたった。玉木は播州織の技術の高さを生かすとともに、徹底した消費者目線を取り入れ、歴史や既成概念にとらわれずに、どう作れば面白いかを考え続け、展示商品を頻繁に入れ替えたり、織機の並ぶ工房を一般公開するなどの工夫を重ねた。

### オーガニック
玉木自身は長い人生の間、生き方の根本は終始一貫していると語り、座右の銘として論語にある孔子が弟子に語った言葉「わが道　一を以って之を貫く」を上げている。2014年からは工房のある比延町をコットンの町にする夢を持ち、耕作放棄地を借り入れ、社員でオーガニックコットンの栽培に取り組んでいるほか、綿の種子を配り、収穫時には種ごと買い取り、播州織生産の全工程での純日本産化を目指す試みも始める。2017年頃からは、ビジネス拡大に付随して大量生産、大量消費、地球環境問題などに思い至り、ヨガとの出会いをきっかけにヴィーガンにも興味を持ち菜食主義者に転向。自分たちで栽培した野菜を客人と共有する試みも開始。

### 影響
かつては播州織はアパレルメーカー向けの生地生産がほとんどであったが、「tamaki niime」ブランドの影響で播州織を使った服飾やテキスタイルブランドの立ち上げが相次ぎ、2018年9月現在、30に急増し、海外展開するブランドも出ているほか、播州織ファンが産地を訪れる現象も起きている。

## 略歴
出典（）
- 1978年 - 福井県勝山市に生まれる。武庫川女子大学（生活環境学科）卒業後、専門学校でファッションの勉強を重ねる。
- 2004年 - 12月、播州織の新しい解釈と開発を目指したブランドtamaki niimeを立ち上げる。
- 2006年 - 4月、法人化、有限会社玉木新雌設立。
- 2008年 - 4月、西脇市に直営店をオープン。
- 2009年 - 5月、西脇市に移住。オリジナルショールの開発・発表、製作を開始。
- 2010年 - 4月、西脇市に直営店「tamaki niime weaving room & stock room」をオープン。 10月、1965年製ベルト式力織機2台を導入。玉木自らが織る「only one shawl」 の製作を開始。
- 2011年 - 5月、1983年製レピア織機を導入。
- 2012年 - 3月、革新編機を導入。
- 2014年 - 2月、綿（オーガニックコットン）の栽培を開始[16][7]。8月にはオランダ製の手織機「 louët “megado”」 を導入、11月には丸編機を導入。
- 2015年 - 「はなやか関西セレクション 2016」及び「ひょうご女性未来・縹（はなだ賞）」受賞[6]。
- 2016年 - 9月、西脇市比延町の「日本のへそ」と称される岡之山麓に、「tamaki niime weaving room & stock room」を移転。古い染工場をリノベーションした建物を、以前のLabの約5倍の面積の新Lab＆Shopとしてオープン。「作り手と買い手がつながるスペース」を目指して、ガラス越しにShopからLabが見える構造になっている[5][14][18][19][20]。10月3日、関西経済連合会により、玉木の「ルーツショール」が訪日外国人らに勧めたい関西の特産品「はなやか関西セレクション」の10点の一つとして選定される[21]。
- 2017年 - 2月、1967年製力織機 2台と整経機を導入。2月21日、「播州織メッセ！2017」（東京都港区）に出展[22]。4月、米と野菜の無農薬栽培を開始。10月、丸編機、ガラ紡機2台を導入。計13台の機械が稼働[7]。
- 2018年 - 1月、店舗兼工房2階に有機栽培のコーヒーや地元産紅茶、日曜には「腹ごしらえ会」と称する菜食主義者向けメニューも含む体に優しい昼食を提供する約50席の飲食スペースを新設[23]。

## メディア出演

### テレビ
- ニュースKOBE発とっておき兵庫 - 「播州織りの新しい魅力」（NHK神戸放送局、2011年6月17日）[24]
- 日経スペシャル ガイアの夜明け - 「雑貨ブームがニッポンを変える」（2012年10月2日放送）[25][26]
- ゆうがたLIVE ワンダー - 「あっぱれJAPAN魂 播州織ショール作家 玉木新雌」（関西テレビ 2016年3月18日）
- 夢見るチカラ 第9回 - 「玉木新雌（播州織作家）×朝美絢」（宝塚歌劇専門チャンネル）[27]
- ちちんぷいぷい - 「ここはどこ?あなたはだれ?」（毎日放送 2018年2月6日）

### ラジオ
- 三上公也の情報アサイチ!（ラジオ関西 2012年5月24日放送）